# Kígyók a fedélzeten
A Kígyók a fedélzeten (eredeti cím: Snakes on a Plane) 2006-ban bemutatott amerikai akciófilm, David R. Ellis rendezésében. A film főszereplője Samuel L. Jackson.
Az Amerikai Egyesült Államokban 2006. augusztus 18-án került mozikba, míg Magyarországon 2006. október 12-én mutatták be.

## Cselekmény
Neville Flynn és John Sanders FBI-ügynököknek egy brutális gyilkosság szemtanúját kell a Hawaii-ról Los Angelesbe tartó repülőgépen elkísérniük a tárgyalásra. Merénylők mérgeskígyók százait engedik szabadon a repülőn, ezért az ügynököknek a személyzettel és a többi utassal kell összefogniuk a túlélés érdekében.   

## Szereplők
| Színész            | Szerep                                | Magyar hang    |
| ------------------ | ------------------------------------- | -------------- |
| Samuel L. Jackson  | Neville Flynn ügynök                  | Vass Gábor     |
| Julianna Margulies | Claire Miller, légi utaskísérő        | Kováts Adél    |
| Nathan Phillips    | Sean Jones                            | Nagy Sándor    |
| Bobby Cannavale    | Henry "Hank" Harris különleges ügynök | Betz István    |
| Flex Alexander     | Clarence "Three Gs" Dewey             | Szabó Máté     |
| Todd Louiso        | Dr. Steven Price                      | Fesztbaum Béla |
| Sunny Mabrey       | Tiffany, légi utaskísérő              | Gubás Gabi     |
| Kenan Thompson     | Troy, Clarence testőre                | Elek Ferenc    |
| Rachel Blanchard   | Mercedes Harbont                      | Ruttkay Laura  |
| Lin Shaye          | Grace, légi utaskísérő                | Pálos Zsuzsa   |
| David Koechner     | Richard "Rick", másodpilóta           | Kerekes József |
| Elsa Pataky        | Maria                                 | Kuthy Patrícia |

## Fogadtatás
A Kígyók a fedélzeten az interneten kultuszfilm lett már a bemutatása előtt. A Rotten Tomatoes weboldalon a film 68%-os értékelést kapott, a Metacritic-en 58%-ra értékelték.